# James Kent (cocinero)
Jamal James Kent (Bajo Manhattan, 2 de mayo de 1979 - Nueva York, 15 de junio de 2024) fue un chef estadounidense. En 2010, ganó el Bocuse d'Or USA. Kent y su commis Tom Allan representaron a los Estados Unidos en las finales internacionales del Bocuse d'Or el año siguiente en Lyon, Francia, donde quedaron en décimo lugar.

## Carrera

### Primera etapa de la carrera
Se formó en Le Cordon Bleu y la Universidad Johnson & Wales. Kent comenzó su carrera culinaria a los 15 años como aprendiz de verano en Bouley. Después de completar sus estudios, trabajó en las cocinas de Nueva York de Babbo, Jean-Georges y Gordon Ramsay.

### Eleven Madison Park
En 2007, Kent se unió a Eleven Madison Park inicialmente como subjefe de cocina, pero pronto también se convirtió en sous chef y eventualmente en chef de cuisine. Durante este tiempo, Eleven Madison Park obtuvo tres estrellas Michelin, recibió cuatro estrellas del New York Times y un lugar en la lista San Pellegrino de los 50 mejores restaurantes del mundo.

### NoMad
Kent se unió a The NoMad en el otoño de 2013 como chef ejecutivo. Más tarde ese año, el restaurante recibió su primera estrella Michelin. Se fue en 2017 para perseguir su primer proyecto en solitario.

### Saga y Crown Shy
Kent operaba los restaurantes Crown Shy y Saga, ambos ubicados en el 70 Pine St. en la ciudad de Nueva York. A partir de 2023, Crown Shy tenía una estrella de la Guía Michelin, mientras que Saga tenía dos estrellas. También era socio y chef ejecutivo en Overstory, un bar ubicado un piso por encima de Saga.
El 7 de junio de 2024, Kent abrió cinco nuevos puestos de comida en el paseo marítimo de Pacific Park.

## Fallecimiento
Kent murió en Nueva York el 15 de junio de 2024, a la edad de 45 años. La causa de la muerte fue un ataque al corazón.

## Premios y distinciones
Al ganar el concurso Bocuse d'Or USA celebrado en el campus Hyde Park del Culinary Institute of America el 6 de febrero de 2010, Kent preparó para el plato de pescado pavé de salmón escocés "Label Rouge" con puerros, caviar Osetra y salsa Fumet Blanc, adornado con roulade de cangrejo real de Alaska, relish de pepino y limón Meyer, mousse fría con tartar y huevas, remolachas heredadas en escabeche con crema fresca, eneldo y pimienta negra. Para el plato de carne, Kent sirvió cordero de primavera con lomo envuelto en tocino con pimientos del piquillo y hierbas provenzales, vol-au-vent de gigot estofado con mollejas y limón en conserva, calabacín con chèvre frais de Lynnhaven y menta, tarta de tomate confitado con albahaca, aceitunas niçoise y fromage blanc.

## Vida personal
A Kent le sobreviven su esposa, Kelly, y dos hijos, su hijo Gavin y su hija Avery.